# جیم ترو-فراست
جیم ترو-فراست (انگلیسی: Jim True-Frost؛ زادهٔ ۳۱ ژوئیهٔ ۱۹۶۶) هنرپیشه تئاتر، سینما و تلویزیون اهل ایالات متحده آمریکا است. 
از فیلم‌هایی که وی در آن نقش داشته است می‌توان به مجردها، زندگی عادی، ادیسه آمریکایی، گذر از زمستان، خارج از نقشه و رنج اشاره کرد.